# Thagria beverlyae
Thagria beverlyae är en insektsart som beskrevs av Nielson 1977. Thagria beverlyae ingår i släktet Thagria och familjen dvärgstritar. Inga underarter finns listade i Catalogue of Life.